# Janita
Janita Marie Ervi (Helsinki, 28 dicembre 1978) è una cantante finlandese.
Dopo aver pubblicato un paio d'album, all'età di 17 anni si trasferisce a Brooklyn (New York City) assieme al suo manager di allora, Tomi Ervi. Il suo terzo album, Believer, è distribuito dalla Dig It, una sussidiaria della divisione finlandese della Warner. In Believer, Janita sperimenta suoni hip hop, R&B, swing e house. L'album è commercializzato anche in Giappone, dov'è distribuito dalla EMI Toshiba. Il terzo sforzo dell'artista fa breccia nella classifica in Finlandia fino alla posizione numero 14. Successivamente, firma un contratto con la 500 Music - filiale della Sony - e sotto questa label pubblica Janita, album distribuito a livello mondiale. AllMusic assegna tre stelle su cinque al prodotto, scrivendo che «dopo tre album di successo pubblicati in Finlandia [...] Janita porta i suoi suoni soul negli Stati Uniti con il suo [album d']esordio omonimo americano.»
Nel 2001, produce I'll Be Fine – pubblicato con il titolo Tunteita in Finlandia –, album distribuito da Reel Art (in Finlandia) e Carport (per il mercato statunitense) dove accantona i suoni elettronici/hip hop/swing/house che avevano contraddistinto i due lavori precedenti e consegna un disco soul/pop. In questo caso, Allmusic stronca il lavoro recensendo negativamente il prodotto (2/5): «che la finlandese Janita faccia sensazione in Scandinavia dall'età di 15 anni [...] non significa un bel niente quando si cerca di sfondare nell'affollato mercato musicale americano», descrivendo l'album come «non male, ma sicuramente distante dall'essere degno di nota». Anche questo lavoro entra nella chart finlandese (37º).
Nel 2005, Janita pubblica Season of Life, pubblicato in tutto il mondo tra il 2005 e il 2007: nell'ottobre 2007 debutta al trentunesimo posto nella classifica degli album in Finlandia. Nel 2009 esce Haunted, distribuito da Jupiter (in Finlandia) ed Engine Company Records (negli Stati Uniti). Sei anni dopo, segue Didn't You, My Dear, ottavo album in studio prodotto per la ECR Music Group.

## Discografia
Album in studio
- 1993 - Oma Planeetta
- 1994 - Sävyjä
- 1997 - Believer
- 1998 - Janita
- 2001 - I'll Be Fine (Tunteita per il mercato finlandese)
- 2005 - Season of Life
- 2009 - Haunted
- 2015 - Didn't You, My Dear?

Live
- 2003 - Live At The Cutting Room - NY

Raccolte
- 2003 - Kokoelma